# Guy de Boulogne
Guy de Boulogne (ur. 1313, zm. 25 listopada 1373) – francuski kardynał.
Był spokrewniony z francuską rodziną królewską. Arcybiskup Lyonu od 11 października 1340 do 20 września 1342, gdy papież Klemens VI mianował go kardynałem prezbiterem S. Cecilia. Wielokrotnie mediował jako legat papieski w konfliktach europejskich (m.in. między Węgrami a Neapolem 1349–1350, między Anglią a Francją 1352–1353, między Kastylią a Aragonią 1359–1361). W 1350 otworzył w Rzymie obchody roku jubileuszowego. Kardynał biskup Porto e Santa Rufina od 1350, zachował swój tytuł prezbiterialny jako komendatariusz. W 1369 cesarz Karol IV Luksemburski mianował go swoim wikariuszem we Włoszech. Przewodniczył konklawe 1370 i 4 stycznia 1371 udzielił święceń kapłańskich nowemu papieżowi Grzegorzowi XI. Od 1371 przebywał w Hiszpanii jako legat papieski, skutecznie mediując w lokalnych konfliktach. Zmarł w Lerida.